# Familienaam

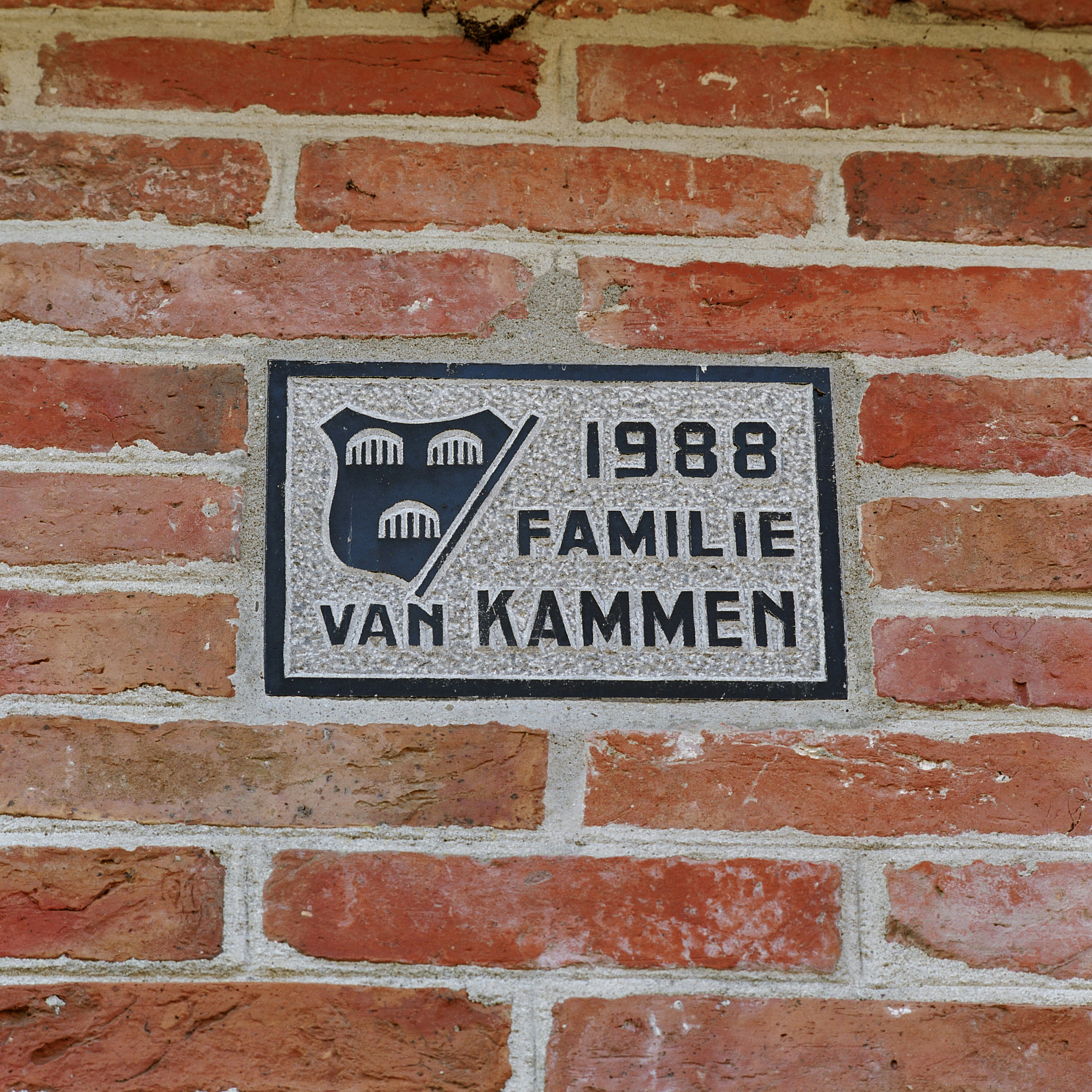
Voorbeeld van een familienaam

Een familienaam of geslachtsnaam is dat deel van een persoonsnaam dat uitdrukt dat de drager lid is van een bepaalde familie. De familienaam gaat meestal over van ouders op kinderen, van de ene generatie op de andere. Familienamen kunnen worden onderscheiden van patroniemen, die familierelaties op een andere manier uitdrukken. Voor individuele leden van een familie zijn er voornamen, roepnamen of bijnamen.
In veel landen, waaronder bijna alle Europese landen, komt de familienaam ná de voornaam; daarom noemt men de familienaam vaak de achternaam. In de meeste culturen waar familienamen bestaan is het gangbaar dat de achternaam van de vader overgaat op het kind; in sommige gevallen krijgt iemand echter de familienaam van zijn of haar moeder, of allebei de namen. Naast tradities zijn er van land tot land verschillende wetten en regels voor naamgeving.

## Naamvormen
Een naamvorm van een naam is de oorsprong van een naam, hoe hij is ontstaan. De naamvorm geldt als een groot deel van de verklaring van een naam. De meeste achternamen zijn in een van de volgende vier categorieën in te delen.
1. Afstammingsnaam: Een naam die aangeeft van wie de naamdrager afstamt, of een andere relatie aangeeft. De Jong, Vriend, De Neve.
  - Patroniem: Naam die aangeeft wie de vader is. Jansen, Peeters.
  - Metroniem: Naam die aangeeft wie de moeder is. Mariën, Luyts.
2. Geografische namen: Een naam die aangeeft waar iemand vandaan komt of van afstamt.
  - Adresnaam: Naam die een specifieke plaats aangeeft. Van den Berg.
  - Herkomstnaam: Naam die een ruimere herkomst beschrijft. Hollander, De Vries.
3. Beroepsnaam: Naam die een beroep, dagbesteding of een veel ruimere bezigheid beschrijft. De Boer, Burger, Bakker.
  - Metonymische beroepsnaam: Naam die niet zozeer een beroep beschrijft, maar een voorwerp dat met dat beroep te maken heeft. Bijl voor een houtwerker, Brood voor een bakker.
4. Eigenschapsnaam: Naam die een eigenschap beschrijft, zowel fysiek als psychisch. De Lange, De Wilde, Liefhebber.
  - Metaforische naam: Een naam die is ontstaan doordat de persoon ergens aan deed denken, vaak dieren. Vos, De Leeuw.
  - Zinwoordnaam: Een veelal opvallende naam die een eigenschap beschrijft, in een soort zinsvorm, vaak met werkwoord. Kijk in de Vegte, De Kwaadsteniet, Zondervan, Niemantsverdriet, Lachniet.
  - Vondelingennaam: Naam die werd gegeven aan een vondeling, vaak naar de plaats of tijd waar het kind gevonden werd. Groen, Vondeling, Gevonden (tevens zinwoord).
  - Kleur: Voorkomende namen zijn: De Groen, De Blauw, Van Geel, Roode, De Zwart, De Grijs, Lila, De Bruin, De Wit.[2]

### Verschillende namen voor mannen en vrouwen
In een aantal talen worden namen vervoegd als een bijvoeglijk naamwoord of een zelfstandig naamwoord. Daardoor kan men aan de naam ook het geslacht van de persoon zien. Zo wordt in Tsjechië Navrátil gebruikt voor mannelijke naamdragers en Navrátilova voor de vrouwen.

## Volgorde van voor- en achternaam
In Oost-Aziatische talen zoals het Chinees, Japans, Koreaans en Vietnamees, maar ook in het Hongaars, gebruikt men eerst de familienaam en dan de naam die het kind bij de geboorte krijgt.
Bij Mao Zedong is Mao dus de Chinese familienaam, bij Hồ Chí Minh is Ho de familienaam en bij Kim Il-sung is het Kim.
In Japan kent men de kunstenares die in het Westen als Yoko Ono bekendstaat, als Ono Yoko.
In Hongarije spreekt men van Liszt Ferenc voor Franz Liszt, Kodály Zoltán voor Zoltán Kodály en Bartók Béla voor Béla Bartók (Hongaarse componisten). Ferenc, Zoltán en Béla zijn de voornamen of doopnamen (utónév, keresztnév), Liszt, Kodály en Bartók zijn hier de achternamen (vezetéknév) of familienaam (családnév).
Mede hierom is de term familienaam duidelijker dan achternaam. Voor de andere naam is in het Nederlands geen gangbaar, algemeen toepasbaar alternatief voor ‘voornaam’, dat bij namen met de omgekeerde volgorde verwarrend is. In het Engels voorkomt men verwarring met de term given name (‘gegeven naam’).
Ook in talen die normaal gesproken de familienaam achterop zetten, zoals het Nederlands, wordt soms de omgekeerde volgorde gebruikt als namen alfabetisch gesorteerd moeten worden. Het is in deze talen namelijk wel gebruikelijk op de achternaam te sorteren en daarna pas eventueel op de voornaam of voorletters. Ter herkenning wordt in deze gevallen een komma geplaatst na de achternaam. 'Willem Drees' wordt dan 'Drees, Willem' zodat hij onder de D komt in een alfabetische lijst.
In het Frans laat men de komma meestal weg. Daar schrijft men in officiële documenten de achternaam volledig in hoofdletters zodat op die manier te herkennen is welke volgorde is toegepast. Ook in andere landen wordt dit soms zo gedaan. Als Fransen mondeling hun naam opgeven, noemen ze soms ook de familienaam als eerste.
In Nederland is het gebruikelijk om bij achternamen die met een voorvoegsel beginnen, op het ‘grondwoord’ te sorteren. Daarom gaat bij ook het voorvoegsel naar achteren te verplaatsen, het komt dan nog achter de voornamen of voorletters. 'Henk de Vries' wordt dan 'Vries, Henk de'. Dit geldt niet voor sommige voorvoegsels uit andere talen, zoals het Franse Le. In België ziet men het voorvoegsel meestal als integraal deel van de achternaam en blijft het dus vooraan staan: 'Hans Van der Velde' wordt 'Van der Velde, Hans'.

## Gebruik in verschillende landen

### Nederland
In het Nederlands en de meeste andere westerse talen bestaat iemands volledige naam uit zijn of haar voornaam of voornamen gevolgd door de achternaam. Een achternaam kan beginnen met één of meer tussen- of voorvoegsels. Voorvoegsels worden los geschreven, maar het komt ook voor dat het voorvoegsel in de naam geïntegreerd is, bijvoorbeeld als Vermeulen. Dit laatste gebeurt vaak als een familie met een Nederlandse naam in het buitenland woont, zoals Vanderbilt. Voor- en tussenvoegsels worden in Nederland niet met een hoofdletter geschreven als ze worden voorafgegaan door een ander deel van de naam, bijvoorbeeld Jan van der Meulen en de heer J. van der Meulen met een kleine V, maar de heer Van der Meulen met hoofdletter V. Er is dus verschil tussen Burgemeester Van Groningen en Burgemeester van Groningen.
Woont iemand met een Nederlandse naam in het buitenland, dan wordt het voorvoegsel vaak een hoofddeel van de naam, met hoofdletter, zoals bij Dick Van Dyke, in de telefoongids onder de letter V. Overigens is een bijvoeglijk naamwoord dat in een naam voorkomt, bijvoorbeeld Grote in Grote Beverborg geen voorvoegsel maar een integraal deel van de achternaam.
Buitenlandse namen worden in principe gespeld met hoofdletters of kleine letters zoals in het land van herkomst gebruikelijk is. Persoonsnamen worden alfabetisch gesorteerd op het hoofdwoord van de achternaam, wat in de meeste gevallen dus neerkomt op het eerste woord met een hoofdletter, bijvoorbeeld Meulen, Jan van der onder de letter M.

#### Familienaam van partner
Gehuwden en geregistreerde partners mogen de familienaam van hun partner voeren. Trouwt Julia de Boer met Jan van der Meulen, dan kunnen beiden als achternaam De Boer, Van der Meulen, De Boer-van der Meulen of Van der Meulen-de Boer gebruiken. Dat laatste kan beschouwd worden als verkorting van Van der Meulen, geboren De Boer. Zie ook Née (geboortenaam). Het is gebruikelijk de namen met een streepje te verbinden, maar dat is wettelijk niet verplicht. Sinds 1998 geldt het recht om de naam van de partner te voeren ook voor mannen. Het voeren van de naam van de partner verandert de officiële naam in Nederland niet, in officiële registers blijft het dus altijd Julia de Boer.

#### Familienaam van kinderen
Ouders hebben keuzemogelijkheden voor de familienaam van de kinderen.

#### Geslachtsnaamswijziging
Het is mogelijk de achternaam officieel te laten wijzigen, maar dit kan alleen als de wet dit toestaat. De regels hiervoor zijn opgenomen in het Besluit geslachtsnaamswijziging. Veranderen mag bijvoorbeeld als de achternaam als bespottelijk kan worden gezien, zoals Poepjes of Naaktgeboren, als de achternaam zo vaak voorkomt dat dit verwarring oplevert, zoals De Vries of Jansen, als men de achternaam wil hebben van de moeder na een echtscheiding of die van een stief- of pleegouder of als de achternaam verkeerd is gespeld.
Een naamswijziging moet worden aangevraagd bij het Ministerie van Justitie en Veiligheid afdeling Dienst Justis. De staatssecretaris van Justitie en Veiligheid beslist of de aanvraag wordt toegewezen of niet. Na een bezwaartermijn van zes weken zal de Koning door middel van een koninklijk besluit de wijziging toestaan en deze zal als "latere vermelding" worden toegevoegd aan de geboorteakte, als er een geboorteakte is geregistreerd in een Nederlandse gemeente. De duur van de procedure is afhankelijk van de reden van de naamswijziging, maar gemiddeld duurt dit een half jaar. Een naamswijziging houdt in dat identiteitsbewijzen, zoals paspoort en rijbewijs, van rechtswege vervallen en er nieuwe moeten worden aangevraagd. Voor de naamswijziging van een kind dat wordt erkend, is geen koninklijk besluit nodig. De ouders kunnen de ambtenaar van de Burgerlijke Stand verzoeken de naam te wijzigen in de akte van erkenning.
Voorbeelden van naamswijziging:
- Artiest Adriaan Kyvon is geboren als "Kloot";
- Musicus Theodor Olof had geboortenaam Schmuckler (1924), geslachtsnaam Wolffberg tot 1954;
- Architect Evert Jan Rotshuizen die van geboorte Rothuizen heette;
- Jurist Sander Terphuis is in Iran geboren als "Ahmad Queleich Khany".

### België
Tussenvoegsels worden in België altijd gespeld zoals ze op de identiteitskaart staan. Meestal is dit met een hoofdletter en vaak ook aan elkaar of aan het hoofdwoord vast geschreven, bijvoorbeeld Jan Van Den Berghe, Jan Van den Berghe, Jan Vanden Berghe of Jan Vandenberghe. Tussenvoegsels, inclusief hun schrijfwijze met hoofd- en kleine letters, maken integraal deel uit van de achternaam: Jan van den Berghe is dus niet dezelfde persoon als Jan Van den Berghe of Jan van Den Berghe. Persoonsnamen worden bijgevolg alfabetisch gesorteerd op de gehele achternaam inclusief tussenvoegsels, bijvoorbeeld Van den Berghe, Jan, Vanden Berghe, Jan of Vandenberghe, Jan onder de V.

#### Enkele en dubbele familienamen
In België was de algemene regel tot 2014 dat een kind de naam van de vader kreeg. Enkel als de vader onbekend was of het vaderschap niet erkende, kreeg het kind de naam van de moeder. Afwijken hiervan was zeer moeilijk en werd slechts in enkele gevallen toegestaan. Sinds 1 juni 2014 hebben ouders meerdere opties voor de familienaam van hun kinderen. Men kan kiezen uit de familienaam van de ene ouder, de familienaam van de andere ouder of een dubbele familienaam. Bij een dubbele familienaam mag eender welke familienaam op de eerste plaats komen te staan. De twee namen worden gescheiden door een spatie en onderscheiden zich van samengestelde namen in de zin dat ze deelbaar zijn en als twee verschillende namen worden aangezien. In de geboorteakte wordt in zo'n geval gespecificeerd:
Naam: Durand Peeters op grond van de gemeenschappelijke verklaring van de ouders (eerste deel: Durand; tweede deel: Peeters)
Bij adoptie geldt eenzelfde keuzevrijheid. Bij naturalisatie kan men onder bepaalde voorwaarden een nieuwe Nederlandse of Franse achternaam kiezen.
Nadat een eerste kind uit een gezin een familienaam heeft gekregen, moeten de volgende kinderen uit dat gezin dezelfde (enkele of dubbele) familienaam krijgen. Van 1 juni 2014 tot 31 december 2016 had de vader als het ware een vetorecht, in die zin dat bij onenigheid tussen beide ouders over de familienaam, het kind de familienaam van de vader zou krijgen. Het Grondwettelijk Hof achtte dit echter in strijd met artikel 10, 11 en 11bis van de Belgische grondwet (gelijkheidsbeginsel en verbod op discriminatie) en vernietigde de desbetreffende bepaling. Thans krijgt het kind, indien de ouders geen keuze maken of er geen overeenstemming is, van rechtswege de familienaam van beide ouders in alfabetische volgorde.

##### Voorbeeld
- Eerste generatie: ouder 1: Dupont en ouder 2: de Beer de Laer.
- Tweede generatie: de ouders kiezen voor hun dochter de dubbele naam de Beer de Laer Dupont.
- Derde generatie: ouder 1: de Beer de Laer Dupont en ouder 2: Durand Peeters.

De ouders kunnen dan de volgende familienamen voor hun kind kiezen :
| - Durand Peeters - de Beer de Laer Dupont - Durand de Beer de Laer - de Beer de Laer Durand - Durand Dupont | - Dupont Durand - Peeters de Beer de Laer - de Beer de Laer Peeters - Peeters Dupont - Dupont Peeters |

#### Wijziging familienaam
Men kan niet zomaar de familienaam wijzigen. Ieder persoon, die daartoe reden heeft, kan een verzoek, dat gesteund is op ernstige redenen tot naamswijziging, indienen aan het ministerie van Justitie. De minister van Justitie kan deze naamsverandering toestaan indien hij vindt dat het verzoek steunt op ernstige redenen. De nieuwe naam mag geen aanleiding geven tot verwarring en mag noch de verzoeker noch derden schaden. Daarna zal de naamswijziging door middel van een koninklijk besluit gepubliceerd worden in het Belgisch Staatsblad en kan iedere belanghebbende binnen een termijn van 60 dagen verzet aantekenen. Men moet ook een registratierecht van € 140 betalen. Een voornaam wijzigen gaat eenvoudiger en is minder duur, bijvoorbeeld bij het wijzigen van Genderidentiteit.

### Suriname
In Suriname (stand 2024) kunnen kinderen de naam kiezen van de vader, de moeder of een combinatie van die twee. Of er sprake van een huwelijk is, is niet van belang, wel of een kind erkend wordt.

### Duitsland
De Duitse wet verplichtte de echtgenoten om een "huwelijksnaam" (Ehename), te dragen. Tot 1976 was dat de naam van de man, na 1976 kon men ook de naam van de vrouw kiezen. Hierbij vond er dus een daadwerkelijke naamswijziging plaats. Dit betekende dat iemands familienaam niet veranderde bij een echtscheiding, tenzij op verzoek. Het was zelfs zo, dat als mevrouw Schmidt bij haar huwelijk met de heer Müller de naam Müller aannam en na een echtscheiding de naam Müller behield, dat zij die naam door kon geven aan een nieuwe echtgenoot, indien zij hertrouwde.
Door een uitspraak van het Bundesverfassungsgericht van 5 maart 1991 is de verplichte huwelijksnaam afgeschaft. Ook al kunnen de partners nu ervoor kiezen om de achternaam van de vrouw te dragen of een combinatie tussen de naam van de man en de vrouw, toch kiest 71,9 procent van de heteroseksuele koppels de mannelijke naam. Het mag, maar het hoeft niet. Kiezen de partners geen huwelijksnaam, dan houdt ieder zijn eigen naam. Voor hun uit het huwelijk geboren kinderen moeten de ouders een van beide namen kiezen.

### Noord-Ghana
In het noorden van Ghana gebruikt men eveneens geen familienamen, ongeacht etnische herkomst. Personen worden gewoonlijk aangeduid met de naam van de vader, gevolgd door een persoonsnaam. Is de persoon een man, dan wordt die persoonsnaam de eerste naam van zijn kinderen. Er is evenwel geen wettelijke grondslag voor de naamgeving, zodat men vrij is een andere naam dan die van de vader te kiezen.

### Hongarije
In het Hongaars geldt voor bepalingen dat men eerst het meest significante weergeeft, terwijl een verdere precisering of detaillering consequent later volgt. Bij persoonsnamen wordt een voornaam een bepaling beschouwd bij een achternaam. Zo staan persoonsnamen vanuit Nederlands gezichtspunt in „omgekeerde” volgorde: Béla Bartók heet in het Hongaars Bartók Béla. Dit doet men in Hongarije in beginsel alleen voor Hongaarse namen maar niet voor niet-Hongaarse namen: Johan Cruijff heet ook zo in het Hongaars.
Útónév (letterlijk: achternaam) is de aanduiding voor het deel van de naam, dat in het Nederlands voornaam heet. De familienaam/achternaam heet vezetéknév (leidende naam).
Bij sommige namen ziet de vezetéknév er uit alsof het een útónév is (voorbeelden: József Attila is buiten Hongarije Attila József, Zsolt Béla is buiten Hongarije Béla Zsolt). Ook herhalingen zijn mogelijk (voorbeeld: Péter Péter).
Gehuwde vrouwen kunnen op verschillende manieren hun naam aangeven. Voorbeeld als Kiss Mária gehuwd is met Nagy József:
- Nagyné Mária
- Nagyné Kiss Mária
- Nagy Józsefné
- Nagy Józsefné Mária
- Nagy Józsefné Kiss Mária
- Kiss Mária (de naam blijft onveranderd)

De gehuwde man kan ook de vezetéknév aannemen van de vrouw, maar dat komt minder voor.

### Ierland
De meeste Ierse namen beginnen met 'Mac' of 'Ó'. Na Mac komt, als de eigenlijke naam met een klinker begint, een kleine h. De vrouwelijke vorm is 'Ní' met lenitie van de erop volgende medeklinker. De zus van Seán Ó hEadhra heet dus Caitilín Ní Eadhra en de zus van Pádraig Mac Domhnaill heet Róisín Ní Dhomhnaill. Getrouwde vrouwen houden hun eigen naam.
De meeste namen hebben een verengelste vorm en dan zijn ze voor mannen en vrouwen hetzelfde. De hierboven genoemde namen worden dan John O'Hara, Cathleen O'Hara, Patrick MacDonald en Rosy MacDonald.

### IJsland
In IJsland gebruikt men geen achternamen. In plaats daarvan worden personen nader aangeduid met een patroniem, dat wil zeggen: de naam van de vader. Personen die de IJslandse nationaliteit verwerven worden in IJsland geacht een IJslandse achternaam aan te nemen. Ook is in IJsland het geslacht te onderscheiden via de achternaam, zo krijgen jongens als uitgang bij hun achternaam -son zoals "Gunnarsson" en meisjes -dóttir zoals "Villbergsdóttir".

### Japan
In Japan wordt de achternaam wel gebruikt, maar wordt deze algemeen eerst geplaatst, gevolgd door de voornaam, waardoor er een tegenstelling ontstaat met de westerse volgorde. Vaak echter, draait men de volgorde om voor buitenlanders, waardoor de achternaam achteraan komt. Japanse achternamen bestaan uit meestal uit twee, soms een of drie, karakters en verwijzen vaker dan niet naar plaatsen van residentie, zoals 山本 (Yamamoto) 'aan de voet van de berg', 中村 (Nakamura) 'in het dorp', 森 (Mori) 'woud' en 長谷川 (Hasegawa) 'lange rivier in de vallei'. Er bestaan ook achternamen met vier of vijf karakters, zoals 勅使河原 (Teshigawara) en 勘解由小路 (Kadenokōji), maar deze zijn uitermate zeldzaam.
De familienaam wordt in het Japans vaak gebruikt als normale aanspreekvorm. Hierachter wordt dan een aanspreektitel geplaatst. Bijvoorbeeld mevrouw Ishikawa wordt dan Ishikawa-san. Het aanspreken met de voornaam of zonder aanspreektitels wordt voornamelijk in zeer informele situaties gebruikt.
Vroeger hadden alleen families uit hogere klassen in Japan het voorrecht een familienaam te dragen, terwijl nu de Japanse keizerlijke familie de enige familie in Japan is die geen achternaam heeft.

### Polen
In het Pools wordt de mannelijke uitgang 'i' (of 'y') in bijvoorbeeld '-ski', '-cki', '-dzki' bij vrouwen vervangen door een 'a'. Voorbeeld: Lech Kaczyński – Maria Kaczyńska.

### Rusland
In het Russisch wordt de naam van vrouwen altijd gevormd door '-aja', '-ova' of iets dergelijks aan de achternaam van de man toe te voegen. Hetzelfde geldt voor het patroniem. Voorbeelden: Piotr Vladimirovitsj Achmatov – Olga Vladimirovna Achmatova, Piotr Ruslanovitsj Brodski – Olga Ruslanovna Brodskaja. In deze voorbeelden zijn Piotr en Olga de voornaam, Vladimirovitsj/Vladimirovna en Ruslanovitsj/Ruslanovna het patroniem, Achmatov(a) en Brodski/Brodskaja de familienaam.

### Spanje, Portugal en Catalonië
In het Spaans, Portugees en Catalaans worden de achternamen van zowel vader als moeder gebruikt (apellido paterno en apellido materno), dus heeft ieder twee achternamen (apellidos). Daartussen komt soms het woordje y hoewel dat vandaag de dag minder gebruikelijk is. Begint de eropvolgende naam met I of Y, dan gebruikt men het voegwoord e. De apellido paterno wordt doorgegeven aan de volgende generatie. Bijvoorbeeld als de heer Juan Díaz Merrano en mevrouw Elena Pérez Fuerta een zoon krijgen die José heet, zal deze José Díaz Pérez heten. In een officiële akte wordt hij aangeduid met zijn volledige naam en de voornamen van zijn ouders, bijvoorbeeld: "José Díaz Pérez, hijo de (zoon van) Juan y Elena". Het is zeer ongebruikelijk, maar dit systeem kan worden uitgebreid tot José Díaz Pérez Merrano Fuerta, en ook de namen van andere voorouders kunnen worden toegevoegd. Zie ook Iberische en Ibero-Amerikaanse achternamen.
In Chili en Spanje is het tegenwoordig mogelijk dat de apellidos verwisseld worden, waarbij die van moederskant vóór die van vaderskant wordt gezet, dus José Pérez Díaz. In Portugal is dat de gebruikelijke volgorde. Bij de, in de Nederlandse geschiedenis bekende, Luis de Requesens y Zúñiga was dat ook het geval.
Sommige personen zijn internationaal bekend onder de apellido materno, zoals Pablo Ruiz y Picasso en Santiago Ramón y Cajal.

### Tsjechië
In het Tsjechisch eindigt de naam van de vrouw op '-á' of '-ová'.